# 클리블랜드 국제 영화제

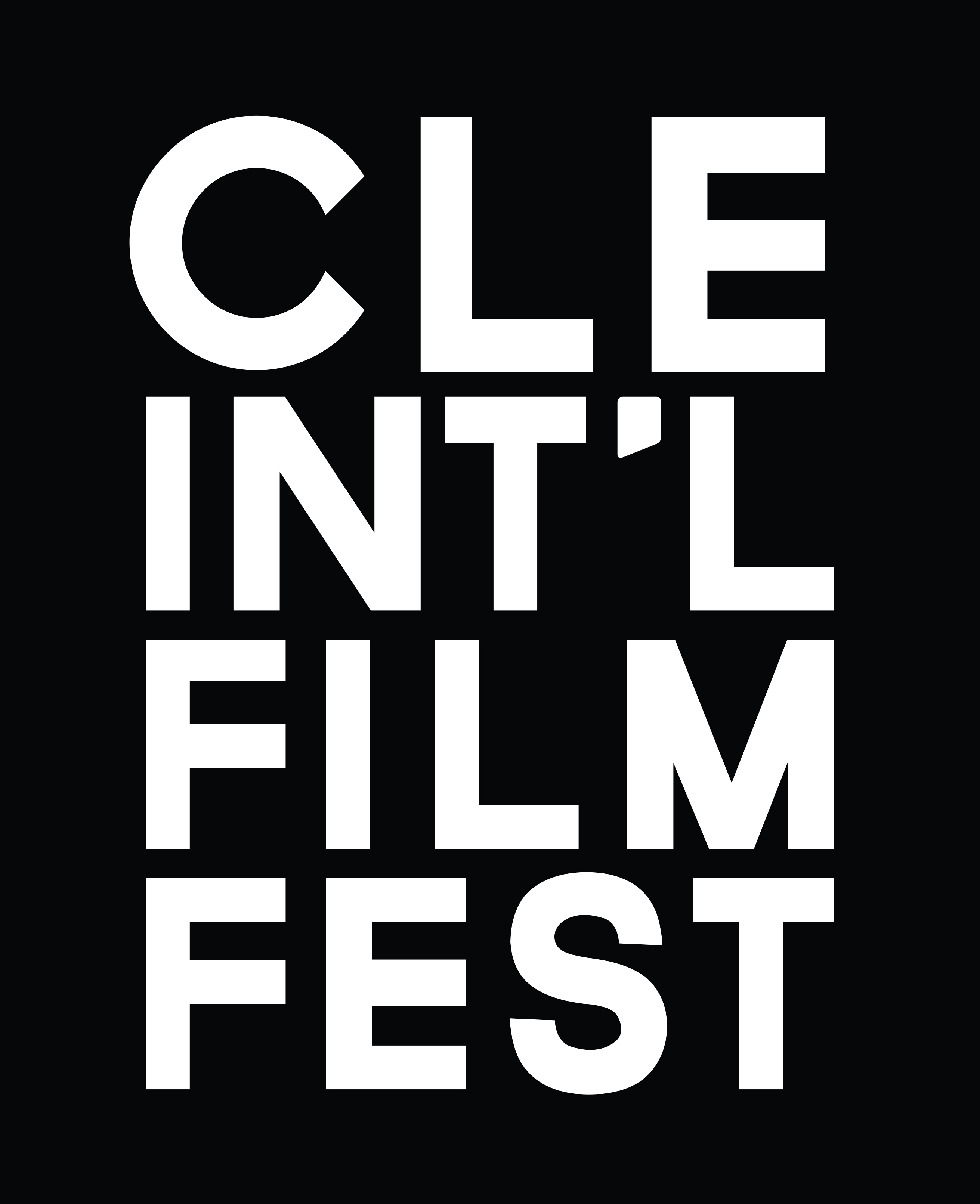

클리블린드국제영화제(Cleveland International Film Festival)는 뉴욕영화제와 시카고 영화제 사이에 있는 영화제로 다양한 국가의 총 200편이 넘는 작품을 상영하는 클리블랜드의 영화제이다. 또한 소수자들 (게이, 레즈비언이나 히스패닉 등), 환경문제 등 다양한 문제에 관심을 갖고 이를 위한 섹션도 마련하고 있으며 고등학생들을 위한 교육적 목적의 포럼도 진행. https://www.kobiz.or.kr/new/kor/02_overseas/festival/festivalView.jsp?cd=20070103&seq=450

## 한국영화 국제 영화제 초청 및 수상 현황
| 연도 | 영화제                | 초청작        | 감독          | 초청부문                            | 수상내역 | 수상인 |
| ---- | --------------------- | ------------- | ------------- | ----------------------------------- | -------- | ------ |
| 2023 | 클리블랜드 국제영화제 | 돌림총        | 이상민        | 단편                                |          |        |
| 2023 | 클리블랜드 국제영화제 | 고속도로 가족 | 이상문        | 국제 서사영화 경쟁                  |          |        |
| 2020 | 클리블랜드 국제영화제 | 생일          | 이종언        | International Narrative Competition |          |        |
| 2019 | 클리블랜드 국제영화제 | 마녀          | 박훈정        | International Narrative Competition |          |        |
| 2019 | 클리블랜드 국제영화제 | 플라스틱 걸스 | 닐스 클라우스 | After Hours Shorts 2                |          |        |
| 2018 | 클리블랜드 국제영화제 | 고추          | 제이 박       | 10% Shorts Program 1                |          |        |
| 2018 | 클리블랜드 국제영화제 | 브이아이피    | 박훈정        | International Narrative Competition |          |        |
| 2018 | 클리블랜드 국제영화제 | 하루          | 조선호        | New Direction Competition           |          |        |
| 2017 | 클리블랜드 국제영화제 | 그린라이트    | 김성민        | SHORTS PROGRAM 2                    |          |        |
| 2016 | 클리블랜드 국제영화제 | 오피스        | 홍원찬        | Pan-Asian Films / After Hours       |          |        |